# Битва при Сандепу
Битва при Сандепу (в японській історіографії — Битва при Хейкотай) — значна битва Російсько-японської війни. Остання спроба контрнаступу російської армії перед остаточною поразкою під Мукденом.

## Загальне положення на фронті
Наприкінці грудня 1904 року японська армія воювала на два фронти: з півночі вона стримувала російські війська під Мукденом, а з півдня — вела облогу Порт-Артура. Генерал Куропаткін, головнокомандувач російської армії в Маньчжурії, в той самий час намагався накопичити сили задля чисельної переваги над японцями, та разом с тим — відвернути їх сили на північ, аби послабити тиск на Порт-Артур та підняти бойовий дух війська. Через це ще наприкінці 1904 року він почав готувати наступ на лівий фланг японців на річці Хуньхе.
На початку 1905 року відбулося декілька знакових подій. По-перше, після падіння Порт-Артура 2 січня 1905 року японська армія під командуванням генерала Нога почала переміщуватися на північний фронт. По-друге, через низку поразок російської армії, генерала Куропаткіна було частково усунено від керівництва усіма військами, а на фронт прибув генерал Гріппенберг, який став на чолі 2-ї російської армії, та обіцяв діяти набагато більш рішуче. Саме за цими міркуваннями підготовка до наступу почалася раніше, ніж планувалося від початку.

## Хід битви
Атака російської армії в січні 1905 року виявилася для японців, що розташувалися зимувати, несподіваною. У ніч з 11 січня (24 січня) на 12 січня (25 січня) 1905 року у великий мороз 1-й Сибірський стрілецький корпус генерал-лейтенанта Г. Штакельберга несподіваною швидкою атакою захопив поселення Хуанлотоцзи на західному березі річки Хуньхе. На ранок 1-й Сибірський корпус оволодів всією лінією річки та перейшов у наступ на Хейгоутай. До кінця дня 12 січня (25 січня) 1905 року 1-й Сибірський стрілецький корпус зайняв Хейгоутай — опорний пункт на лівому фланзі японської армії генерал-лейтенанта Оку. Падіння Хейгоутая стривожило і генерал-лейтенанта Оку, і маршала Ояма, які відправили туди з резерву 8-му піхотну дивізію. 1-й Сибірський корпус був змушений перейти до оборони.
13 січня (26 січня) 1905 року атака російської 14-ї піхотної дивізії 8-го корпусу на Сандепу була відбита японцями. Вночі два полки дивізії з власної ініціативи з боєм захопили велике поселення, прийнявши його за Сандепу, про що доповіли головнокомандувачу. На ранок з'ясувалося, що захоплено було село Баотайцзи, що знаходилося 400 м на північ від Сандепу, яке протягом двох днів зазнавало артилерійського обстрілу. Подальші спроби захопити Сандепу успіху не мали. 14-а дивізія генерал-майора Русанова, втративши 1122 людини вбитими та замерзлими, змушена була відійти на вихідні позиції.
Генерал Куропаткін наказав 1-му Сибірському корпусу зупинити наступ, але генерал-лейтенант барон Г. Штакельберг вирішив продовжувати операцію. 14 січня (27 січня) 1905 року за підтримки кавалерійського загону Міщенка (близько 40 ескадронів та сотень), що переправився через річку Хуньхе, після завзятої битви частини під командуванням командира 1-ї Сибірської дивізії Гернгросса (в складі 2-го, 3-го, 35-го та 36-го піхотних полків) захопили село Сумапу, яке захищала японська 3-я піхотна дивізія. Потім Гернгросс почав розгортати свій резерв з метою оточення та подальшого знищення японських військ в районі Сандепу. Проте загальна бездіяльність решти російських військ у районі Сандепу — Ертхаузи дозволила японцям зосередити війська для завдання сильного удару по 1-му Сибірському корпусу, в результаті якого загін Гернгросса з великими втратами залишив Сумапу.
На 15 січня (28 січня) 1905 року 2-й російській армії був відданий наказ будь-що-будь захопити Сандепу. Однак японці, зосередивши на своєму лівому фланзі великі сили, вранці того ж 15 січня (28 січня) 1905 року перейшли в енергійний наступ, особливо проти 1-го Сибірського корпусу. Проте з настанням світлового дня 15 січня (28 січня) 1905 року, після сильної артилерійської підготовки, полки російської 31-ї піхотної дивізії стрімкою атакою захопили кілька китайських сіл поблизу Сандепу та, вийшовши з боєм у ворожий тил, поставили японців у складне становище. Того ж дня командир 10-го армійського корпусу генерал-лейтенант Церпицький зробив успішну атаку на Сяотайцзи та Лобатай, загрожуючи тилу Сандепу. Кіннота генерала П. Міщенка почала виходити в ближні японські тили та змусила противника залишити позицію біля села Цзяньцзявопу.
Визнавши дії своєї 2-ї армії надто ризикованими, генерал Куропаткін 16 січня (29 січня) 1905 року спочатку заборонив Гріппенбергу ставити бойові завдання з'єднанням без його санкції, відвів 10-й армійський корпус Церпицького за річку Хуньхе, а потім звільнив барона Г. Штакельберга від командування 1-м Сибірським корпусом. Також Куропаткін віддав наказ припинити наступ та відійти на вихідне становище. Обурений генерал від інфантерії Гріппенберг, звинувачуючи Куропаткіна у цій невдачі, відмовився від обов'язків командувача 2-ї армії та виїхав до Санкт-Петербурга.
Втрати склали: у російській армії — 1781 убитий, 9395 поранених, 1065 зниклих безвісти; у японській армії — пораненими та вбитими приблизно 9000 воїнів. Багато поранених загинуло від морозу.
Російській армії не вдалося розбити японську армію. Згодом бій при Сандепу стане предметом суперечки у військово-науковій літературі між Куропаткіним та Гріппенбергом.